# Cine Pathé

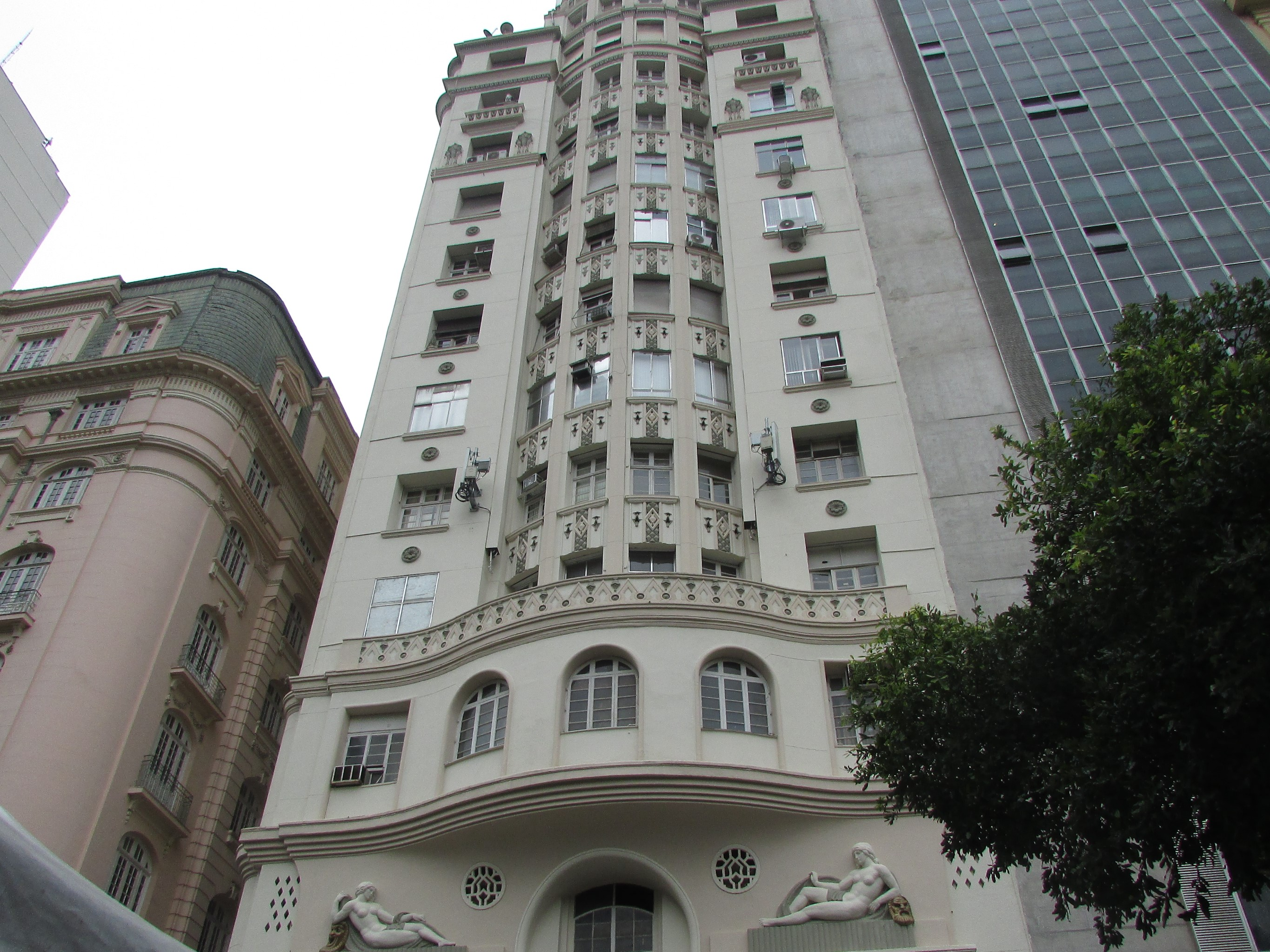
Fachada do Cine Pathé Palace em 2019.

O Cinematographo Pathé, também conhecido como Cine Pathé, foi uma tradicional sala de cinema carioca, localizada na Praça Floriano, na Cinelândia, fundada em 1907 e fechada em 1999. O proprietário do estabelecimento foi o famoso fotógrafo Marc Ferrez (1843-1923),  junto com sua família. Julio Ferrez, filho do fotógrafo, firmou um contrato com a Maison Pathé-Frères, de Paris, para a importação de filmes e de equipamentos, o que facilitou a montagem de salas de cinema no Rio de Janeiro. Devido ao vínculo estabelecido com a Pathè-Frères, a firma Marc Ferrez & Filhos foi pioneira na elaboração de uma programação de exibição nas salas de cinema. Antes da inauguração das primeiras salas na Avenida Central (hoje conhecida como Avenida Rio Branco), não havia uma programação de filmes regular.
Considerado o primeiro cinema a utilizar a linguagem do art déco no Rio de Janeiro, o Cine Pathé tinha cerca de 1000 lugares.

## História

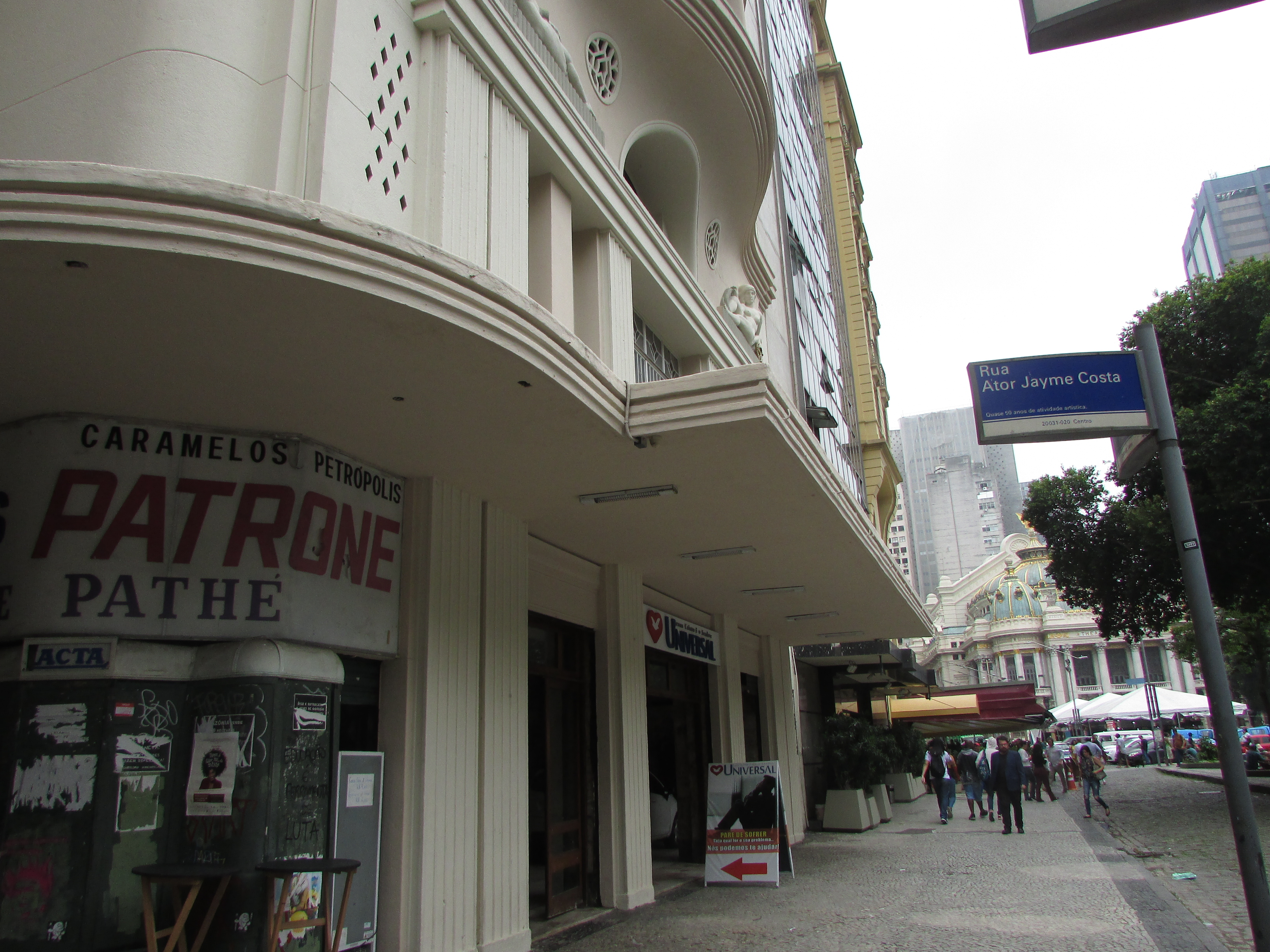
Edificação do antigo Cine Pathé Palace vista de fora.

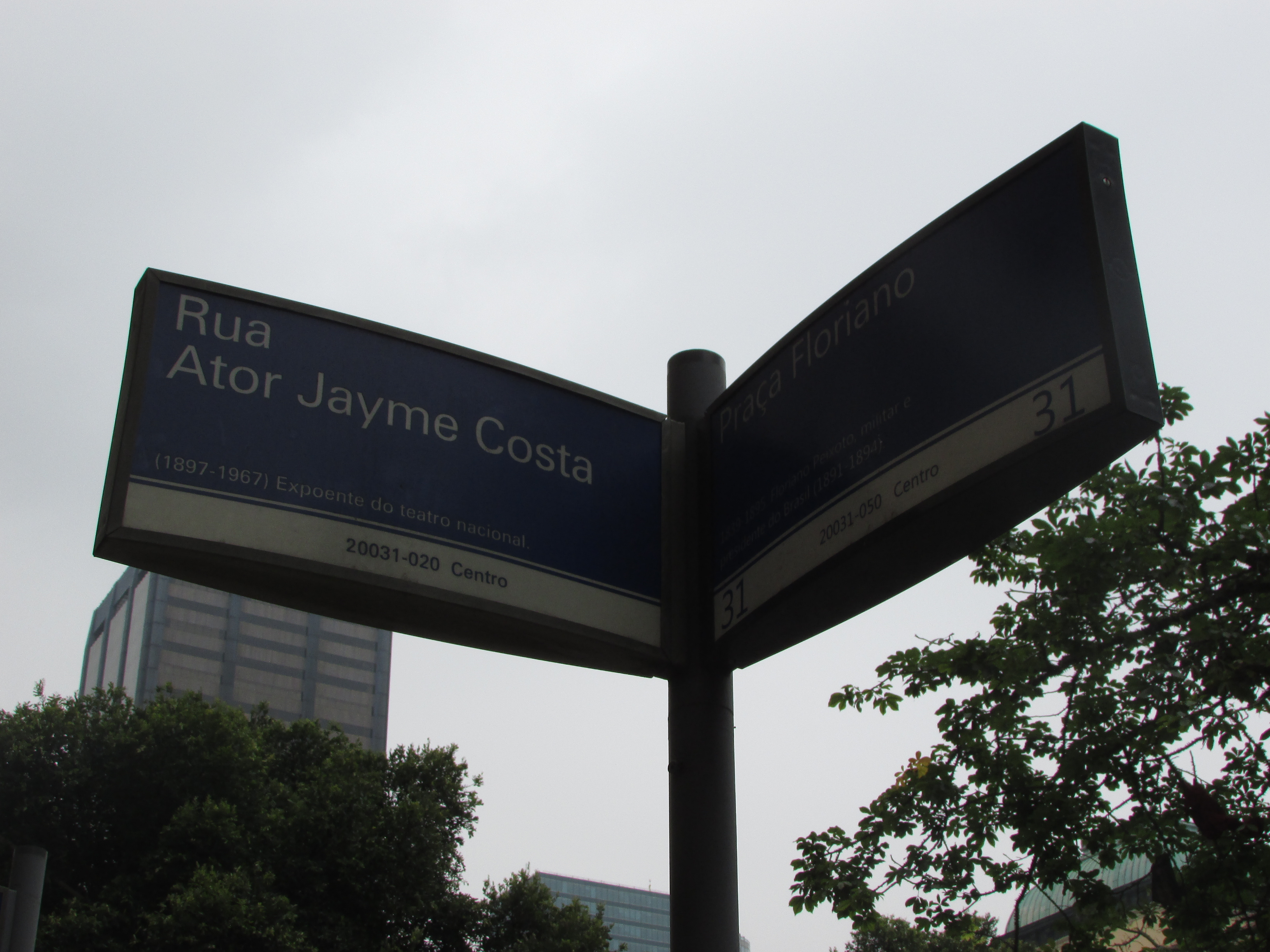
Localização da antiga sala.

No início do século XX, a cidade do Rio de Janeiro foi cenário de significativas reformas urbanas, realizadas pelo então prefeito Pereira Passos. Dentre essas reformas, a abertura da Avenida Central foi crucial para o surgimento das primeiras grandes salas de cinema na cidade. A obra também ficou conhecida como "bota-abaixo", devido ao grande número de casas e estabelecimentos que foram demolidos. Essa reforma tinha como principal objetivo modernizar a cidade do Rio (então capital federal) e deixá-la mais parecida com os grandes centros urbanos europeus. Não é à toa, que na época, o Rio de Janeiro ficou conhecido como "Paris dos trópicos".
O contrato estabelecido com a companhia francesa Maison Pathé-Frères impedia que a firma de Marc Ferrez fosse dona de salas de cinema no Brasil. É daí que surge a Arnaldo & Cia: uma associação da empresa Marc Ferrez & Filhos e Arnaldo Gomes de Souza - na época, proprietário de um café-concerto no Passeio Público. No dia 17 de setembro de 1907, a Arnaldo & Cia inaugura o Cinematographo Pathé.
Não se sabe ao certo qual era a localização exata do Cine Pathé, inclusive algumas fontes indicam que havia dois prédios. Um ficava no lado mais popular da avenida, o lado ímpar, castigado pelo sol da tarde. Somente em abril de 1912, o Pathé teria sido transferido para o lado nobre da Avenida Central, o par, da sombra, ocupando o número 116.

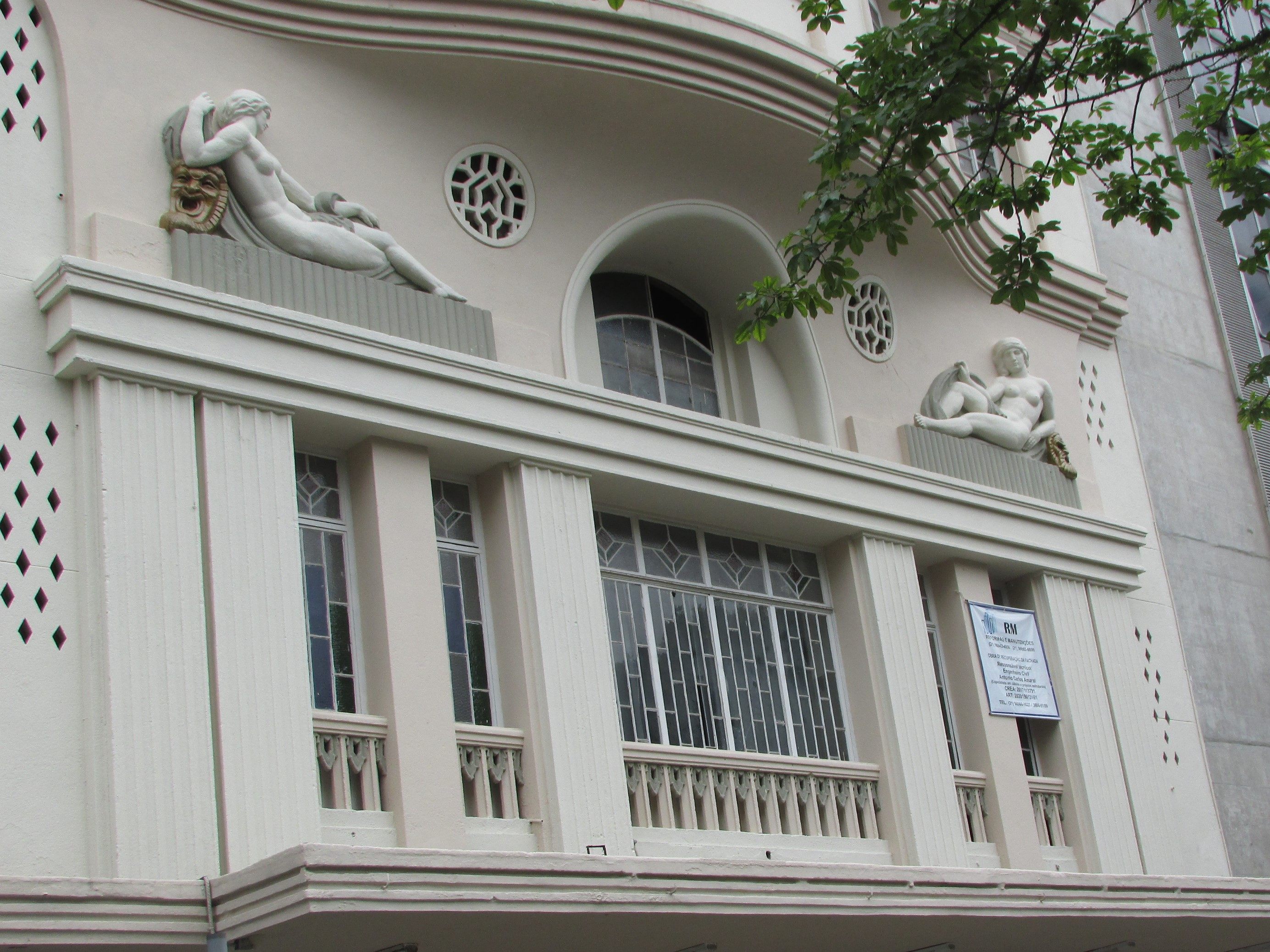
Detalhamento da fachada do Cine Pathé.

Entretanto, também constam informações de que, em 1915, o Pathé se localizava no número 151/153 da Avenida Central. Nesse prédio, apresentavam-se também espetáculos teatrais junto da companhia teatral de Leopoldo Fróes, sendo sua estreia com a peça "Mulheres nervosas", de Blun e Touché, traduzida por Jaime Vitor. Em poucos meses a companhia de Leopoldo Fróes se desvinculou e o Pathé passou a exibir somente projetos cinematográficos
O Cine Pathé, durante um tempo, foi quase sinônimo de cinema na cidade e reinou praticamente absoluto no campo dos projetores, além de ter sido referência em assegurar com exclusividade pelo menos uma companhia produtora estrangeira importante. Em menos de dois anos, quatro cinematógrafos Pathé foram inaugurados.

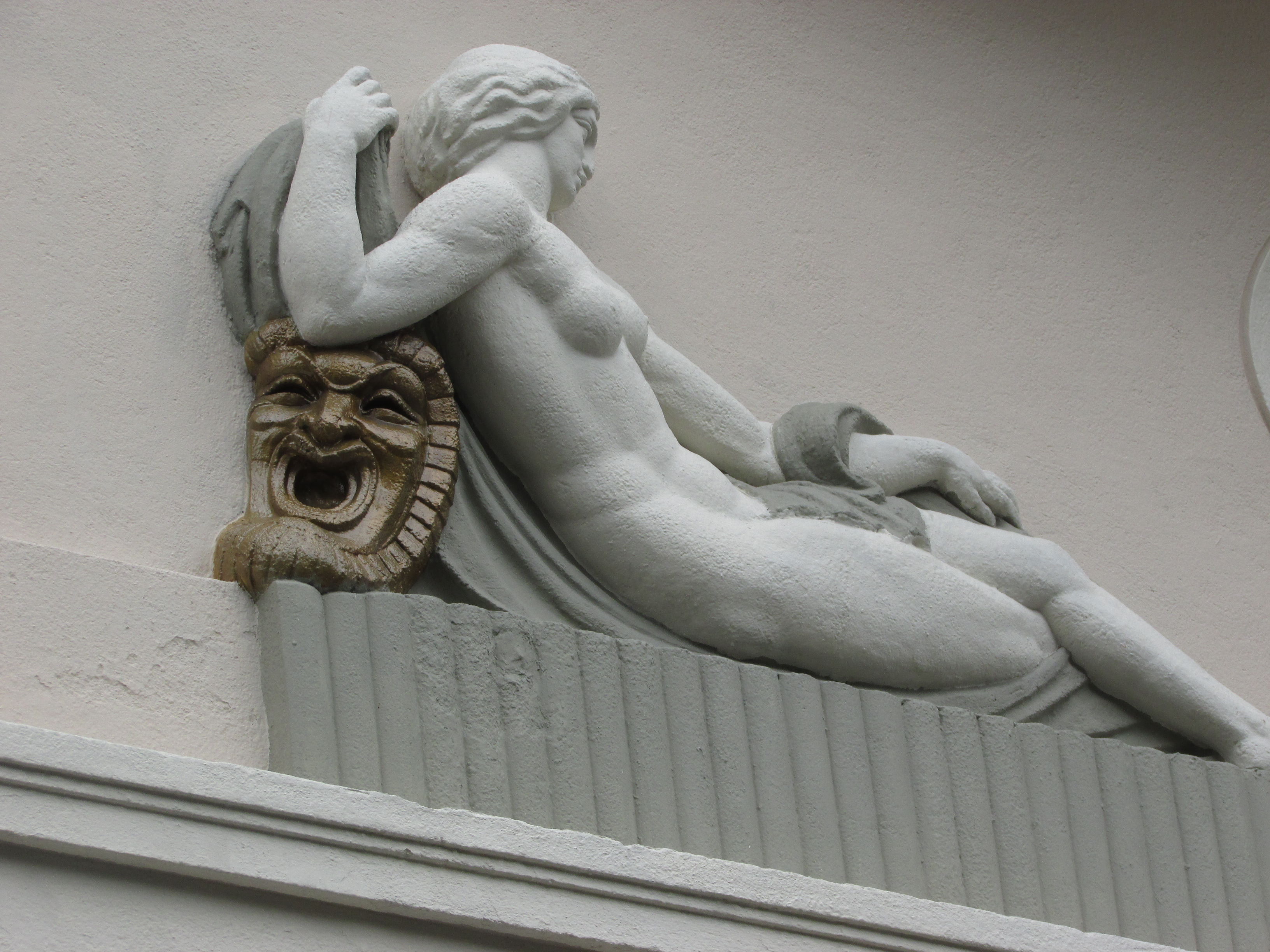
Detalhe da edificação: Máscara da comédia na fachada do prédio.

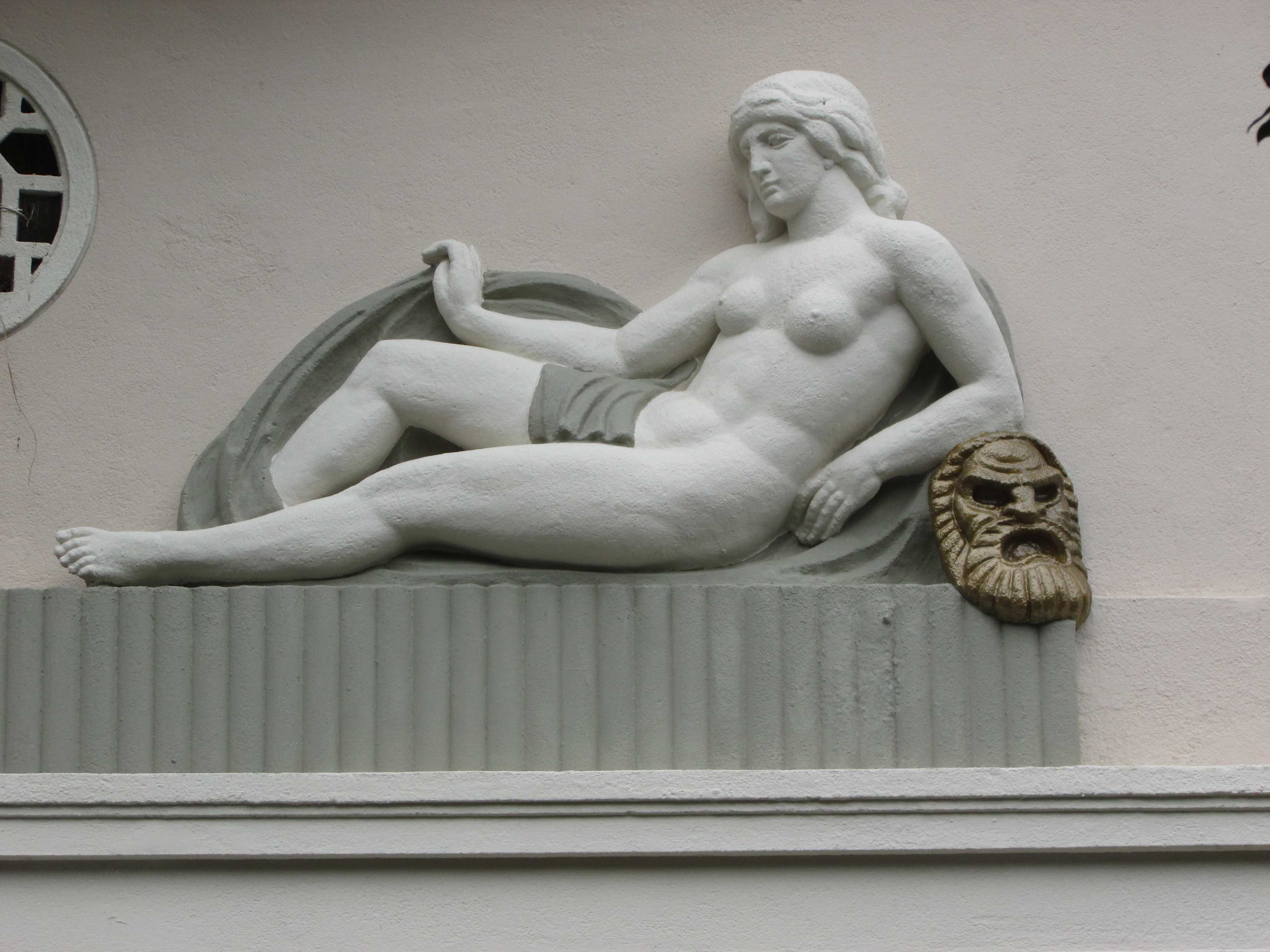
Detalhe da edificação: Máscara da tragédia na fachada do prédio.

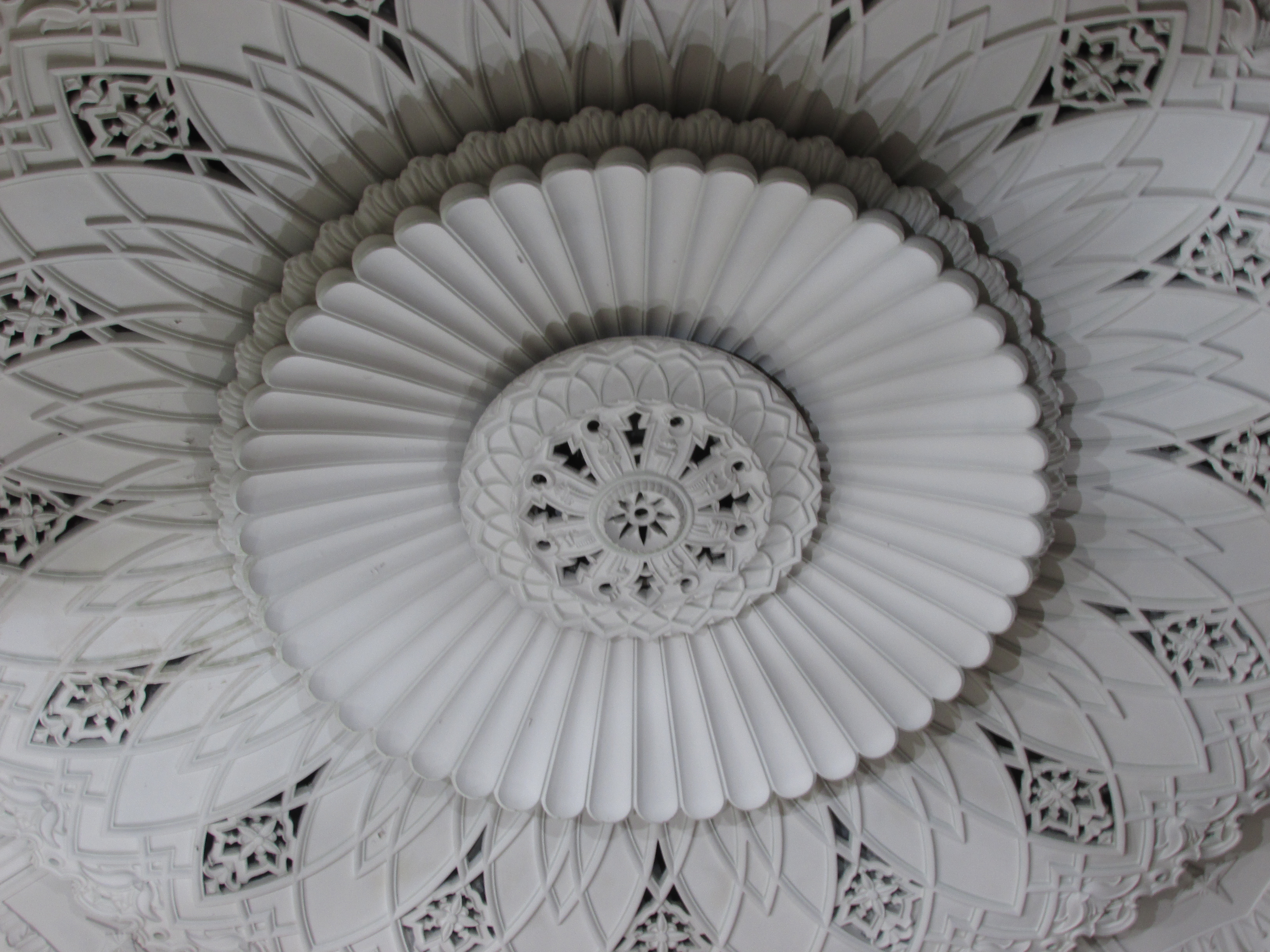
Detalhe do teto do antigo cinema. Apesar de não apresentar suas cores e organização interna originais, ainda é possível observar partes da estrutura antiga, ainda muito bem conservada.

De acordo com a revista Filme Cultura (número 47, agosto 1986), o Cine Pathé foi comprado pelo empresário espanhol Francisco Serrador:
Fortalecido no decorrer da década de 10, Francisco Serrador [...] torna-se a figura principal da exibição no Rio de Janeiro, adquirindo vários cinema e controlando, em bloco, a exibição. Os primeiros cinemas comprados pela Companhia Cinematográfica Brasileira forma o Avenida, o Pathé e o Odeon, no Rio, e mais alguns cinemas em Niterói, Belho Horizonte e Juiz de Fora. [...] Em janeiro de 1920, o Correio da Manhã anuncia os planos de Serrador para a área, bem diferentes daquilo que, cinco anos mais tarde viria a ser concretizado. Nesse primeiro projeto [...] estavam previstos além de três teatros, quatro cinemas com 800 lugares cada um e mais um hotel, 17 grandes lojas, um grande "rink de patinação", amplo parque de diversões, nove ruas de acesso ao parque e saídas dos cinemas, fontes luminosas, salas de escritório, terraço em toda a extensão dos prédios destinados a bares e restaurantes, dentre outras várias atrações. Bem mais modesto, entretanto, o quarteirão, que logo ficou conhecido como o Quarteirão Serrador, ou mesmo Bairro Serrador, ficou reduzido aos quatro cinemas do projeto original e mais os edifícios para escritórios, um hotel e as pequenas lojas ao redor dos cinemas [...].
Na década de 50, começa o declínio das salas de cinema de rua. Fatores como a especulação imobiliária e o tabelamento dos preços dos ingressos no cinema encareciam a atividade cinematográfica nesses espaços, levando esses estabelecimentos a inviabilidade econômica.
[...] a sociedade das tradições perdia lugar para a sociedade de massa e da racionalidade. Os antigos cinemas-palácios de art-déco competiam com novos cinemas de arquitetura Bauhaus, com cortes mais retos e por vezes também mais humildes.
Além disso, surgiam novas atividades de lazer para o público. Principalmente na década de 60, com a popularização da televisão no Brasil, o mercado cinematográfico se viu afetado não só na sua distribuição e exibição, mas também em termos de produção.
[...] Gonzaga (1996, p. 204) enfatiza que "no mesmo período em que o público cinematográfico decrescia assustadoramente, o número de aparelhos de televisão vendidos e a audiência aumentavam no mesmo diapasão". [...] Percebendo essa tendência, o cinema aqui no Brasil passou a repetir a fórmula das telenovelas.

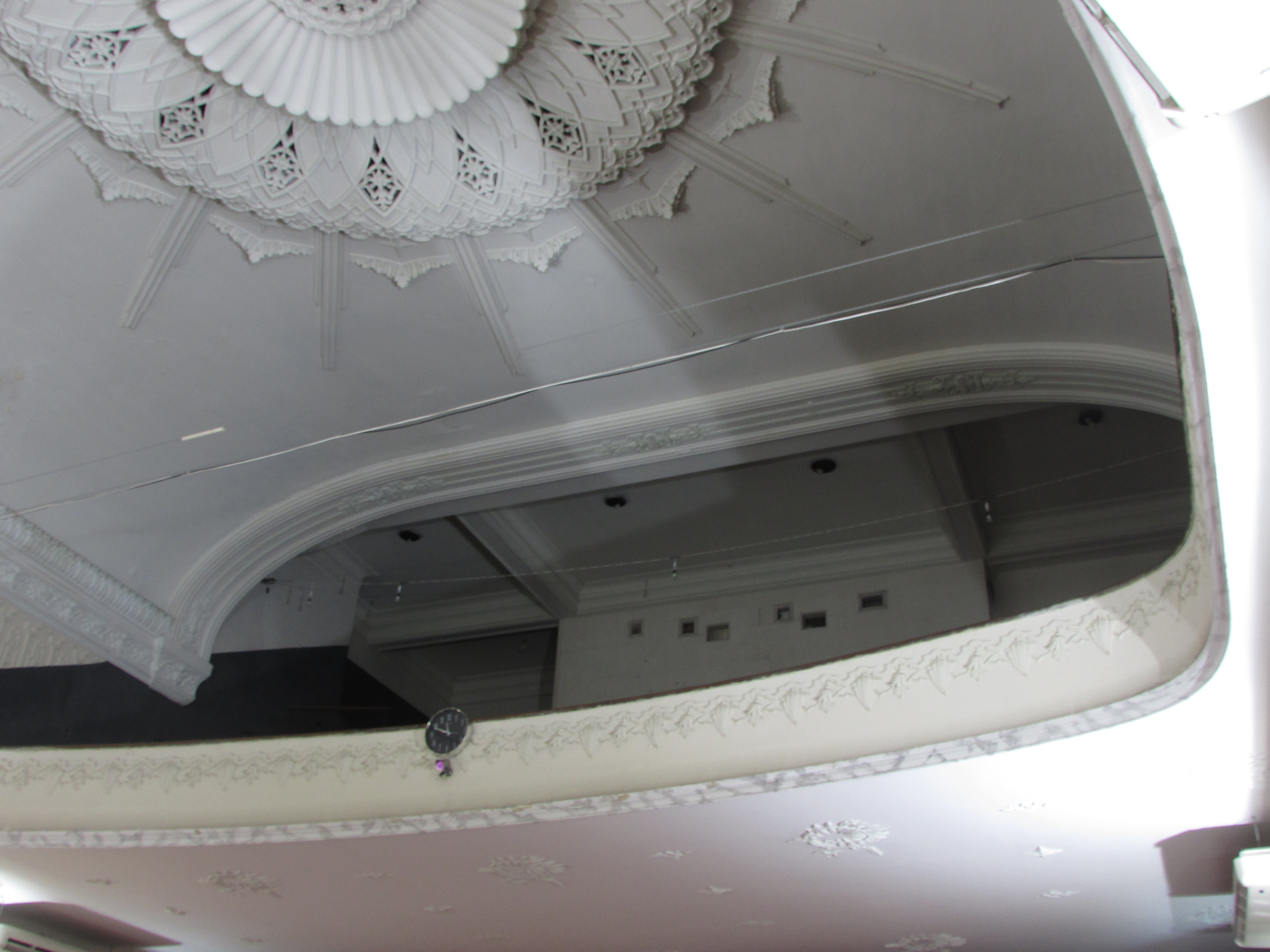
Interior do Cine Pathé atualmente: local onde estava localizado o projetor.

Atualmente, o prédio do Cine Pathé funciona como uma igreja evangélica, mais especificamente uma sede da Igreja Universal do Reino de Deus. Boa parte dos prédios ocupados pelos cinemas de rua do Rio de Janeiro foram substituídos por igrejas, uma vez que a arquitetura daqueles atendia às demandas dessas. O pé direito alto, as cadeiras dispostas para uma única parede - antes ocupada pela tela, agora, pelo altar - a acústica favorecida, etc.

## Filmes exibidos

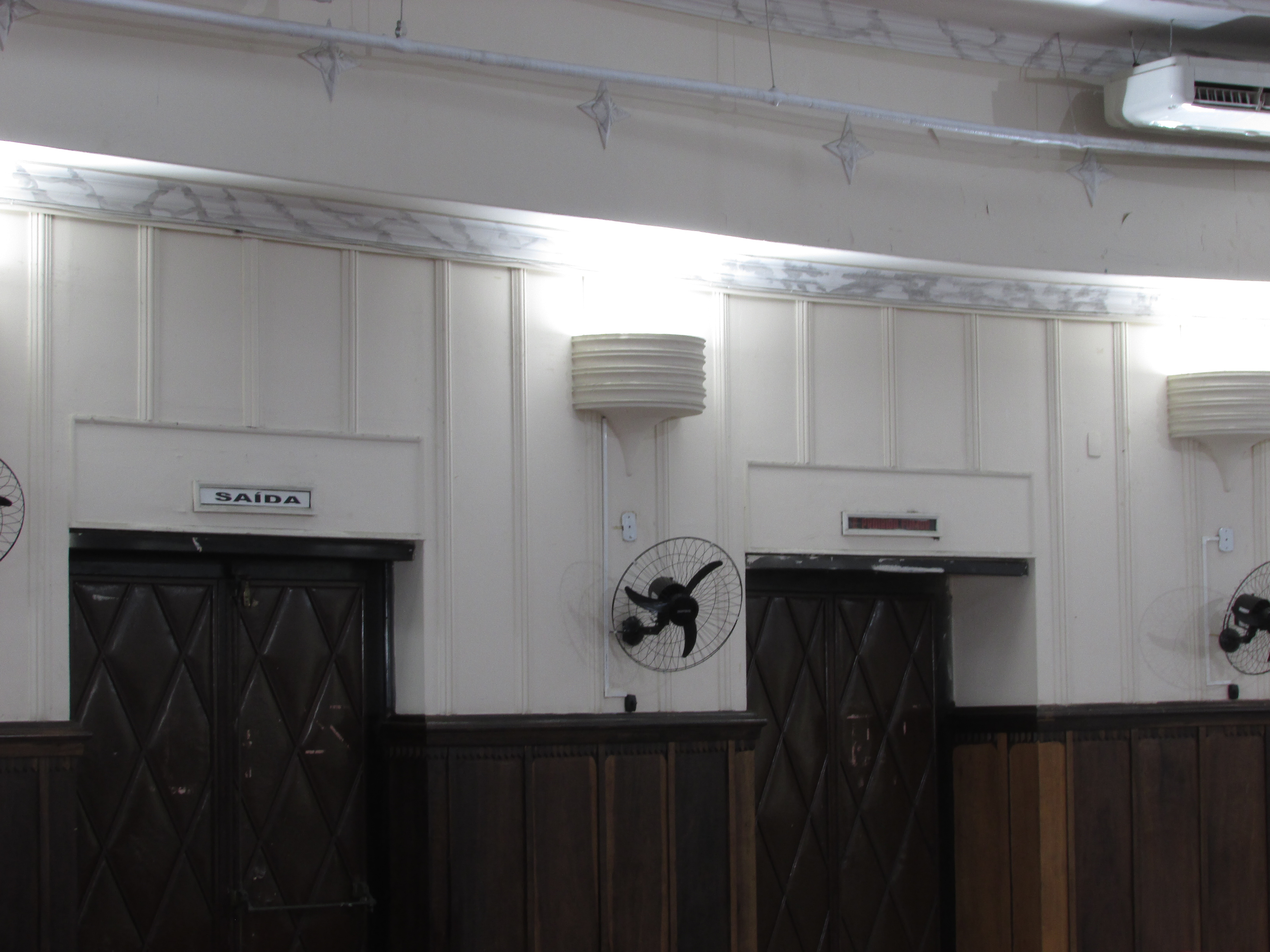
Saídas de emergência preservadas como no projeto original.

Em sua estréia, o Cine Pathé exibiu filmes como:
- "Estréia de um patinador";
- "Guarda-chuva fantástico";
- "As duas irmãs";
- "O homem de palha";
- "A caverna da feiticeira";
- "Passei no campo";
- "Pena de Talião";
- "Clown médico";
- "Danças cosmopolitas";
- "Aprendizagem de Sanchery";

Durante as exibições e nos intervalos, um sexteto sob a direção do Maestro C. Noli se apresentava.